# Samsung Galaxy Y
De Samsung Galaxy Y is een low-budgetsmartphone van het Zuid-Koreaanse Samsung en is de opvolger van de Samsung Galaxy Mini. De telefoon kwam in augustus 2011 uit en is beschikbaar in zwart, grijs, wit en roze. Het is het kleine broertje of zusje van de populaire Samsung Galaxy Ace. De "Y" in de naam staat voor "Young", naar de doelgroep van dit toestel.

## Software
Het toestel maakt gebruik van het besturingssysteem Google Android versie 2.3 (ook wel Gingerbread genoemd). De Galaxy Y is via Samsung Kies bij te werken naar versie 2.3.6. Net zoals de Taiwanese fabrikant HTC Corporation met zijn Sense UI doet, legt Samsung over zijn smartphone een eigen grafische gebruikersinterface heen, het TouchWiz UI.

## Hardware
Het toestel heeft een tft-lcd-touchscreen van 7,6 cm met een resolutie van 240 x 320 pixels. Het scherm kan 256 duizend kleuren weergeven. De Galaxy Y heeft een singlecore-processor van 832 MHz met een werkgeheugen van 384 MB. Het toestel heeft 190 MB aan opslaggeheugen, maar dat kan worden uitgebreid met een microSD-kaart tot een maximumcapaciteit van 32 GB.